# Pseudotypocerus rufiventris
Pseudotypocerus rufiventris är en skalbaggsart som först beskrevs av Bates 1872. Pseudotypocerus rufiventris ingår i släktet Pseudotypocerus och familjen långhorningar.
Artens utbredningsområde är:
- Belize.
- Costa Rica.
- Nicaragua.
- Panama.
- Venezuela.

Inga underarter finns listade i Catalogue of Life.